# Лённдаль, Лассе
Лассе Лённдаль (швед. Lasse Lönndahl, 19 августа 1928, Катарина, Стокгольм — 26 декабря 2022) — шведский певец и актёр. Неоднократно признавался самым популярным певцом Швеции по версии крупнейшей шведской газеты «Aftonbladet». Кавалер Иллис кворум (1993) за выдающийся вклад в шведскую культуру.

## Биография
Лассе Лённдаль вырос в Васастане в Стокгольме. Его отец был англичанином, а мать — шведкой. После того, как его родители развелись в 1929 году, его мать осталась одна с четырьмя детьми. Лассе редко видел отца. После развода мать вернула себе девичью фамилию и на неё переписала своих детей.
Лённдаль посещал восьмилетнюю государственную школу в Стокгольме, а в возрасте 10 лет подал заявление в стокгольмский хор (Gosskör) и в конце 1930-х годов стал там солистом.
С осени 1951 года по весну 1954 года он учился в Музыкальной академии в Стокгольме, а затем учился пению в Риме. Когда он работал в книжном магазине, он по вечерам появлялся в ревю Aftonbladet Vi som vill opp på China в 1947 году и записал свою первую граммофонную пластинку Tangokavaljeren с оркестром Тора Эрлинга в декабре 1949 года, что стало его несомненный успехом в творческой карьере.
В 1950-х он стал главным кумиром подростков и добился множества наград. Песни «Cindy min Cindy», «Volare», «Piccolissima serenata», «Hey there», «Tulips from Amsterdam», «Love Letters in the Sand», «In your Quarters» и «Piove» были очень популярны в конце 1950-х годов, и он четыре года подряд (1956—1959) признавался читателями Aftonbladet самым популярным певцом Швеции. В тот же период Лённдаль снял и мюзикл «Бойфренд», имевший большой успех, и фильмы, в том числе Оса-Ниссе летит по воздуху, Качается на замке, Молодой и зеленый.
В конце 1970 года семилетняя дочь Ленндаля Малин и её мать погибли в автокатастрофе в Лос-Анджелесе, штат Калифорния. После этой личной трагедии Лённдал на какое-то время отправился в добровольное изгнание в США и не выходил на контакты с шведской прессой. Вернувшись в Швецию он твердо отказался исполнять новый материал. Сам он утверждал, что быть «величайшим певцом Швеции слишком обременительно». В связи со своим 80-летием, после 75 лет работы артистом, Лённдаль решил прекратить гастроли.
За свою карьеру Лассе Лённдаль выпустил 37 песен на Svensktoppen и 38 пластинок, которые были проданы тиражом более миллиона копий.
Увлечением Лённдаля была авиация, он летал в качестве пилота на спортивных и несколько раз на реактивных самолётах, дважды преодолев звуковой барьер.
Лённдаль умер 26 декабря 2022 года в возрасте 94 лет.

## Фильмография
- 1966 — Эти фантастические жители Смоланда со своими причудливыми машинами.
- 1960 — Молодой и зеленый
- 1959 — Спящая красавица (фильм)
- 1959 — Путешествие в тонах
- 1959 — В замке всё качается
- 1957 — Йохан по Сниппен забирает игру домой
- 1956 — Оса-Ниссе летит в воздухе
- 1952 — Сержант и я

## Дискография
- 1949 — Tangokavaljeren
- 1957 — PS med fyra ess
- 1958 — Hej där
- 1958 — I det blå
- 1961 — Volare — Lasse Lönndahl sjunger italienska melodier 57-61
- 1962 — West side story
- 1965 — Med Towa & Lasse på Hamburger Börs
- 1966 — Nånstans nångång
- 1967 — Kvällens sista dans
- 1968 — Vår melodi
- 1968 — Tidig
- 1970 — Möt mig efter dansen
- 1971 — En dag fylld av kärlek
- 1972 — Lasse Lönndahl sjunger romanser
- 1975 — Lasse 25
- 1977 — Det finns en sång
- 2003 — Diamanter